# Aimee Richardson
Aimee Richardson (Bangor, Condado de Down, Irlanda del Norte, 29 de diciembre de 1997) es una actriz británica.

## Carrera
El primer papel de Richardson fue en la película de Eric Styles Miss Conception junto a Heather Graham en 2008. También interpretó a la princesa Myrcella Baratheon en las dos primeras temporadas de Juego de tronos de HBO. Para la quinta temporada fue reemplazada por la actriz Nell Tiger Free.

## Filmografía
- 2008: Miss Conception
- 2011-2012: Juego de tronos (serie de televisión, 8 episodios)
- 2015: The Sparticle Mystery (serie de televisión, episodio 3x05)
- 2016: Historia de la Tierra (serie de televisión, episodio 6x03)